# 石田千尋
石田 千尋（いしだ ちひろ、1955年 - ）は、日本の歴史学者。鶴見大学文学部文化財学科教授を経て名誉教授。文学修士（歴史学）。専門は日蘭貿易を中心とする日本近世対外交渉史。また専門の研究分野のほか、東京大学史料編纂所の中藤靖之の指南を受け、古文書の取扱いや補修といった史料保存技術の講義も担当した。

## 人物・来歴
岐阜県生まれ。1981年青山学院大学文学部史学科卒業。同大学院文学研究科史学専攻修士課程修了。1989年同博士課程満期退学。2005年「日蘭貿易の史的研究」で青山学院大学・文学修士（歴史学）。
- 1981年 青山学院大学 文学部 史学科卒
- 1989年 青山学院大学大学院 文学研究科 史学専攻[2]
- 1994年度 鶴見大学女子短期大学部 総合教育 助教授
- 1998年度 鶴見大学文学部 助教授
- 1999年度 鶴見大学文学部 教授[6]
- 2023年3月 鶴見大学文学部 教授定年退職[3]
- 2023年度 鶴見大学 名誉教授[4][1]

## 著書
- 『日蘭貿易の史的研究』吉川弘文館, 2004.9 ISBN　9784642033916。オンデマンド版[7]　2021　ISBN　9784642733915
- 『日蘭貿易の構造と展開』吉川弘文館, 2009.8　ISBN　9784642034401。オンデマンド版[8]　2023　ISBN　9784642734400
- 『日蘭貿易の歴史的展開』[9]吉川弘文館, 2024.9　ISBN　9784642043649

## 主な論文
- 「近世後期における出島貿易品とその取引過程」（『史学雑誌』第97篇第8号、1988年）
- 「近世における毛織物輸入について」（『日蘭学会会誌』第19巻第2号、1995年）
- 「近世輸出漆器研究序説」（山崎剛編『日本の美術』第426号、2001年）[10]